# Caucho etileno-acetato de vinilo
El caucho etileno-acetato de vinilo es un elastómero sintético cuyo alto contenido en acetato de vinilo le confiere una gran resistencia térmica y al aceite, hecho que se traduce en posibilidad de aplicaciones en el sector de la automoción, aparte de la elaboración de verjas y mangueras. 
Además, al ser un polímero no halogenado presenta una excelente compatibilidad con materiales retardantes de llamas; tiene las propiedades ideales para la fabricación de cuerdas y para productos usados en el sector de la construcción civil, como filmes transparentes de protección de superficies resistentes a la intemperie. Los adhesivos son otro campo de aplicación para el EVM, ya que combina su buena capacidad de procesamiento con una alta capacidad de adhesión. Es también utilizado en la elaboración de pegamentos térmicos.
- Datos: Q5758889